# Copa de Honor Cousenier
A Copa de Honor Cousenier egy nemzetközi labdarúgókupa volt, amelyen az argentin (AFA) és uruguayi labdarúgó-szövetség (AUF) klubjai vettek részt. A kupát 1905-ben alapították meg, az utolsó tornára pedig 1920 került sor.

## Története
A trófeát a névadó francia likőrgyártó vállalat, az E. Cusenier Fils Auné & Cie. adományozta, amely az 1890-es években alapított egy üzemet Buenos Airesben. Kezdetben a kupában részt vehettek AUF-tagok, AFA-tagok és a Liga Rosarinában szereplő egyesületek. A tornára egyenes ágon kvalifikált az argentin és uruguayi kupagyőztes ( Copa de Honor Municipalidad de Buenos Aires és  Copa de Honor). A lebonyolítás hasonló volt a Tie-kupához, viszont a döntők nem Buenos Airesben, hanem Montevideoban kerültek megrendezésre.

## Eredmények

### Döntők
| Szezon | Győztes                                         | Eredmény                                        | Második                                         | Helyszín                                        |
| ------ | ----------------------------------------------- | ----------------------------------------------- | ----------------------------------------------- | ----------------------------------------------- |
| 1905   | Nacional                                        | 3–2                                             | Alumni                                          | Estadio Gran Parque Central, Montevideo         |
| 1906   | Alumni                                          | 2–2                                             | Nacional                                        | Estadio Gran Parque Central, Montevideo         |
| 1906   | Alumni                                          | 3–1                                             | Nacional                                        | Estadio Gran Parque Central, Montevideo         |
| 1907   | Belgrano                                        | 2–1                                             | CURCC                                           | Estadio Gran Parque Central, Montevideo         |
| 1908   | Montevideo Wanderers                            | 2–0                                             | Quilmes                                         | Estadio Gran Parque Central, Montevideo         |
| 1909   | CURCC                                           | 4–2                                             | San Isidro                                      | Estadio Gran Parque Central, Montevideo         |
| 1910   | (nem került megrendezésre)                      | (nem került megrendezésre)                      | (nem került megrendezésre)                      | (nem került megrendezésre)                      |
| 1911   | CURCC                                           | 2–0                                             | Newell’s Old Boys                               | Estadio Gran Parque Central, Montevideo         |
| 1912   | River Plate (M)                                 | 2–1                                             | Racing Club                                     | Estadio Gran Parque Central, Montevideo         |
| 1913   | Racing Club                                     | 1–1                                             | Nacional                                        | Estadio Gran Parque Central, Montevideo         |
| 1913   | Racing Club                                     | 3–2                                             | Nacional                                        | Estadio Gran Parque Central, Montevideo         |
| 1914   | (csak Uruguayban rendezték meg a nemzeti kupát) | (csak Uruguayban rendezték meg a nemzeti kupát) | (csak Uruguayban rendezték meg a nemzeti kupát) | (csak Uruguayban rendezték meg a nemzeti kupát) |
| 1915   | Nacional                                        | 2–0                                             | Racing Club                                     | Estadio Gran Parque Central, Montevideo         |
| 1916   | Nacional                                        | 6–1                                             | Rosario Central                                 | Estadio Gran Parque Central, Montevideo         |
| 1917   | Nacional                                        | 3–1                                             | Racing Club                                     | Parque Pereira, Montevideo                      |
| 1918   | Peñarol                                         | 4–0                                             | Independiente                                   | Parque Pereira, Montevideo                      |
| 1920   | Boca Juniors                                    | 2–0                                             | Universal                                       | Estadio Gran Parque Central, Montevideo         |

- Az 1920-as szezonban a Banfield csapatábnak kellett volna részt vennie a döntőn, ám mivel a döntő megrendezése előtt kilépett az argentin labdarúgó-szövetségből, így a helyét a második helyezett, Boca Juniors vette át.

### Győzelmek csapatok szerint
| Csapat               | Győzelmek száma | Years won              |
| -------------------- | --------------- | ---------------------- |
| Nacional             | 4               | 1905, 1915, 1916, 1917 |
| CURCC/Peñarol        | 3               | 1909, 1911, 1918       |
| Alumni               | 1               | 1906                   |
| Belgrano             | 1               | 1907                   |
| Montevideo Wanderers | 1               | 1908                   |
| River Plate (M)      | 1               | 1912                   |
| Racing Club          | 1               | 1913                   |
| Boca Juniors         | 1               | 1920                   |

### Győzelmek országok szerint
| Ország    | Győzelmek száma | Győztes klubok                                                 |
| --------- | --------------- | -------------------------------------------------------------- |
| Uruguay   | 9               | Montevideo Wanderers, Nacional, CURCC/Peñarol, River Plate (M) |
| Argentína | 4               | Alumni, Belgrano, Racing Club, Boca Juniors                    |

## Lásd még
- Copa de Honor Municipalidad de Buenos Aires
- Copa de Honor (Uruguay)